# Ridder van Magistrale Gratie
Een Ridder, of Dame, van Magistrale Gratie is een lid van een ridderlijke orde, bijvoorbeeld de Orde van Malta. In de Nederlandse afdeling van deze orde behoren zij niet noodzakelijk tot katholieke geslachten uit de adel.
Toen de orde haar activiteiten uitbreidde werden afdelingen gesticht in landen zonder adelstand zoals de Verenigde Staten. Om vooraanstaande en in liefdadigheid geïnteresseerde leken op te kunnen nemen, voor priesters was adeldom niet nodig, werd deze rang ingevoerd. De betekenis kan worden uitgelegd als "lid bij de gratie van de magister(meester) van de orde". Men was immers vrijgesteld van de zeer strenge eisen die aan de Rechtsridder, deze moest 16 katholieke, adellijke, uit oude adel stammende, wettig geboren overgrootouders of "kwartieren" bewijzen en documenteren.
Ook in Nederland worden nu (2008) Ridders en Dames van Magistrale Gratie in de orde opgenomen.
In de Militaire Orde van Sint-Joris van de Wedervereniging kwam een overeenkomstige rang, die van een "Ridder van Genade" voor.
Soeverein ·
Grootmeester ·
Kanselier ·
Kapittel ·
Grootprior ·
Baljuw ·
Heraut ·
Wapenkoning ·
Ordeketen ·
Bijzondere Klasse ·
Grootkruis ·
Grootlint ·
Grootofficier ·
Commandeur ·
Officier ·
Ridder Grootkruis van Eer en Devotie ·
Rechtsridder ·
Ridder van Obediëntie ·
Ridder van Eer en Devotie ·
Ridder van Gratie en Devotie ·
Ridder van Magistrale Gratie ·
Eredame ·
Dame ·
Ridder ·
Lid ·
Expectant ·  
Medaille